# Kmalu na sporedu
Kmalu na sporedu (izviren tajski naslov: โปรแกรมหน้า วิญญาณอาฆาต) je tajska grozljivka iz leta 2008. V filmu igrajo Worrakarn Rotjanawatchra, Oraphan Arjsamat, Sakulrath Thomas in Chantavit Dhanasevi. Film je prvenec za režiserja Sophona Sakdapisita, ki pa je bil scenarist že pri filmih Shutter (ชัตเตอร์ กดติดวิญญาณ) in Sam (แฝด).

## Vsebina
Shane (Chantavit Dhanasevi) je projektor v kinu, ki je obljubil, da bo pridobil prihajajočo tajsko grozljivko, ki se nanaša na maščevalen duh ženske, ki je bila obešena po odkritju ugrabitve in oslepitve otrok. Po izginotju njegovega prijatelja, ki je v kinu gledal film s kamero, Shane na kameri opazi, da je prijatelja nekaj hudo prestrašilo. Ko Shane sam gleda film v kinu, opazi v filmu svojega prijatelja brez oči. Shana tako začne strašiti duh ženske Shombe (Oraphan Arjsamat) iz filma. Kmalu pa odkrije strašno skrivnost iz tega filma.
Shane in Som (Shanova bivša punca) (Vorakan Rojchanawat) se odpravita v izvirno hišo Shombe, v strahu, da njen duh na sledi Shanu zaradi gledanja filma. Zaradi tega skušata uničiti njene ostanke. Ko prideta do hiše Shane pade v luknjo na tleh vendar, ga Som reši. Odpravita se v bolnišnico, kjer jima zdravnik pove, da Shomba n resnici ni umrla ampak je zaprta na psihiatričnem oddelku. Shane se tako odpravi do sedeža filmskega podjetja, ki je izdalo film, kjer najde posnetke iz snemanja, kjer igralka, ki je igrala Shombo ponesreči umre med snemanjem enega izmed prizorov.
Shomba še naprej sledi Shanu, dokler ta ne pride do sobe, kjer so njegovi ostali prijatelji brez oči. Sploh ne ve, da ga Som gleda v kinu v katerem on dela. Som nazadnje vidi kako Shomba Shanu iztakne oči.

## Odzivi kritik
Slasherpool je objavil, da ima film nekaj dostojnih strašljivih prizorov, in da je scenarij zanimiv. Omenili so tudi, da Sopon Sukdapisit, ki se je prvič preizkusil v vlogi režiserja, nima veliko izkušenj, dela začetniške napake, ne pokaže nič posebnega in mu predlagali, da bi bilo boljše, da ostane pri pisanju scenarijev. Prav tako so objavili, da ''si film zasluži remake''...''vreden ogleda, če ste v razpoloženju za dostojno zgodbo o duhovih, vendar ne pričakovati preveč.'' Movie Exclusive je objavil da ''Kmalu na sporedu nima dovolj, da bi postal klasika, vendar zna biti film, ki lahko prestraši''. The Fridae Movie Club je v filmu videl potencial, ko je zapisal ''Kmalu na sporedu ima oster film v filmu, torej dokaz v prihodnje, da ima Sophon Sakdapisit velik talent v pisanju scenarijev.'' Enakega mnenja je bila Fangoria, ki je zapisala ''Nekaj zanimivih prizorov in iztaknjenih oči, vendar je večina Kmalu na sporedu zelo podobna in nelogična''.